# Бошкович, Руджер Иосип
Ру́джер Ио́сип Бо́шкович (хорв. Ruđer Josip Bošković, итал. Ruggiero Giuseppe Boscovich; 18 мая 1711, Рагуза (ныне Дубровник, Хорватия) — 13 февраля 1787, Милан, Миланское герцогство) — хорватский учёный (физик, математик, астроном), священник-иезуит. Брат Аницы и Баро Бошковичей.
Создал оригинальную атомистическую теорию (атом как центр силы), оказавшую большое влияние на развитие физики, в частности, на формирование у Фарадея концепции физического поля. Иностранный член Петербургской академии наук (1760). Вернер Гейзенберг назвал его «хорватским Лейбницем».

## Биография
Начальное обучение получил в городской коллегии под руководством иезуитов. В 1728 году его приняли в Римскую коллегию. В 1740 году был принят в Орден иезуитов и начал преподавать в Римской коллегии математику. В 1744 окончил курс богословия и был рукоположён в священники. За поэтические сочинения на латыни Бошкович был принят в Академию Аркадии (1744). В 1760 избран почётным членом Петербургской академии наук. В 1764 году получил место профессора оптики и астрономии в Миланском университете. Тогда же он принял участие в проектировании и строительстве Брерской астрономической обсерватории; впоследствии он руководил ею вместе с Жозефом Лагранжем. В 1772 был вынужден отказаться от места в обсерватории и в университете, и в течение двух лет не мог найти нового места работы. Его трудности усугубились роспуском Общества иезуитов в 1773 году. В 1774 году его пригласили в Париж на должность директора по оптике Военно-морского министерства. Однако разногласия с Лапласом вынудили его вернуться в Милан, где он занимался изданием своих трудов по оптике и астрономии.

## Научная деятельность

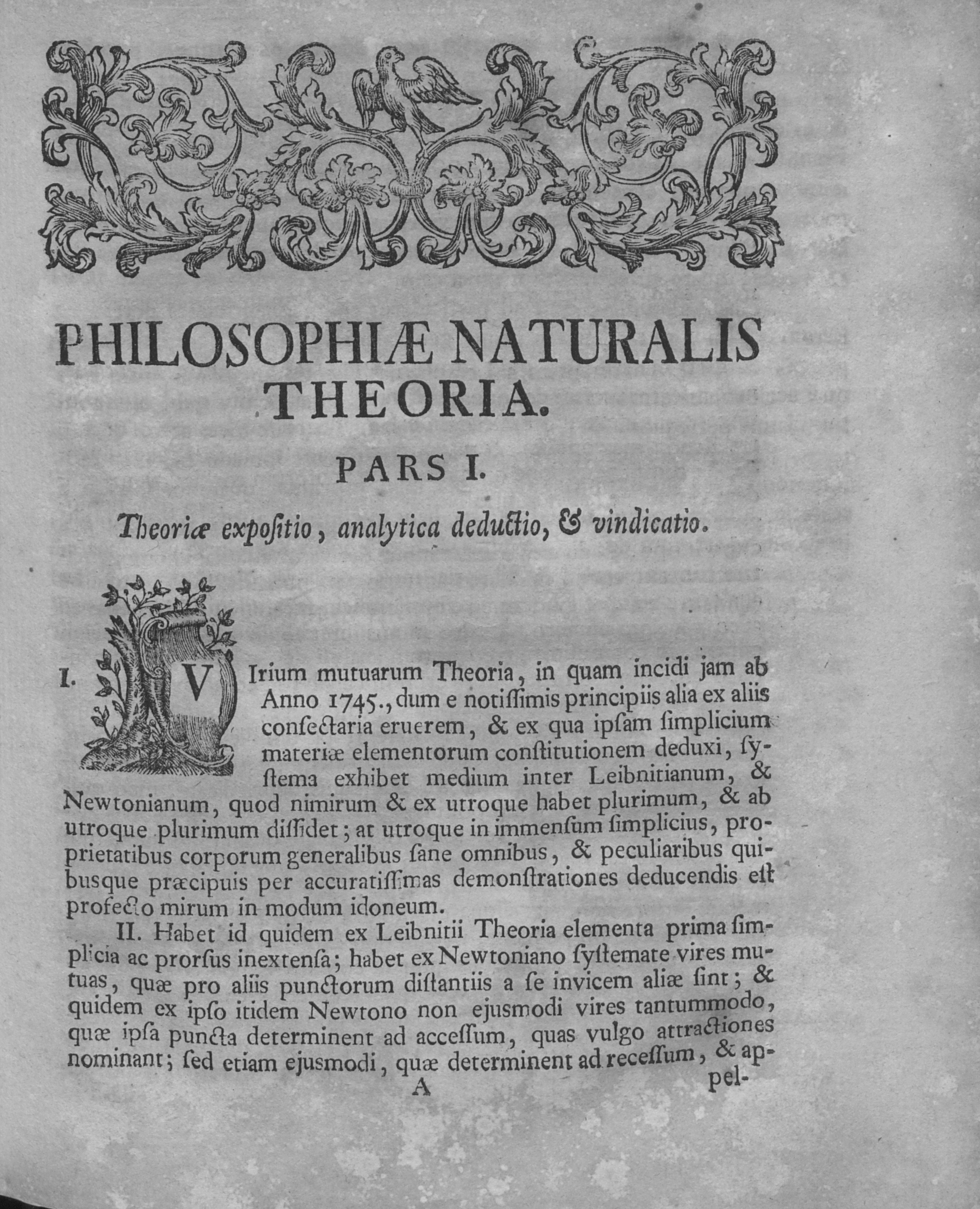
Philosophiae naturalis theoria, 1758

Бошкович одним из первых в континентальной Европе принял теорию всемирного тяготения Ньютона и предложил вариант динамического синтеза теории Ньютона со взглядами Лейбница. Согласно Бошковичу, материя состоит из не обладающих протяжённостью атомов-точек, являющихся центрами сил, подчинённых универсальному закону. На малых расстояниях между атомами эти силы действуют как отталкивающие, не позволяя атомам совпасть (поэтому материальные тела обладают протяжённостью). На больших расстояниях эти силы описываются законом всемирного тяготения Ньютона. В промежуточной области силы могут быть как отталкивающими, так и притягивающими, меняя своё направление несколько раз по мере изменения расстояния между атомами. В соответствии с различным характером изменения силы в зависимости от расстояния, Бошкович смог количественно и качественно объяснить такие свойства материи, как твёрдость, плотность, капиллярность, тяжесть, сцепление, химические взаимодействия, оптические явления. Теория Бошковича не была понята и принята его современниками. Спустя сто лет она оказала влияние на учение Фарадея о силовых полях. Ещё больше опередило своё время предположение Бошковича о том, что атомы отнюдь не «неделимы», а состоят из ещё меньших частиц.
Бошкович уделял большое значение в своих исследованиях практическому приложению своим знаниям. Итогом его деятельности по измерению формы и размеров Земли стало создание новой дисциплины — геодезии. Применяя астрономические методы, он измерил протяжённость одного градуса по меридиану и показал, что форма Земли отлична от эллипсоида вращения (он предложил термин геоид, который используется до сих пор). В области астрономии опубликовал работы о методах определения вращения Солнца по трём наблюдениям одного пятна (1736); о проблеме прохождения Меркурия по диску Солнца и связанных с нею задачах сферической тригонометрии (1737); о полярных сияниях (1738); о новом микрометре для определения взаимного положения двух звёзд (1739); о годичной аберрации звёзд, об определении точности астрономических наблюдений (1742); о природе комет и методе определения эллиптической орбиты (1749); о взаимных возмущениях Юпитера и Сатурна (1756). Он показал отсутствие на Луне атмосферы, а также верно определил, что открытый Уильямом Гершелем Уран является планетой.
Работы также посвящены физике, астрономии, геодезии, механике, математике. Занимался также гидротехникой (разработал планы регулирования течения рек Тибра и Нисторе), археологией, античной литературой.
Занимался также совершенствованием объективов телескопов, созданием оптических инструментов. В 1739 году критически пересмотрел результаты измерений длины меридиана с целью определения формы Земли. В 1750—55 годах провёл измерение дуги меридиана длиной 2° между Римом и Римини, применив при этом собственные высокоточные методы съёмки. По разработанным Бошковичем планам были осуществлены измерения длины градуса и в других местах.
Кроме того, он занимался гражданской инженерией и архитектурой. В 1742—44 годах он изучал принципы начавшегося разрушения купола собора святого апостола Петра в Риме. Ему принадлежит проект новой Ватиканской обсерватории, реализованный только в XX веке.
Главный труд Бошковича: «Теория натуральной философии, приведённая к единому закону сил, существующих в природе» (1758).

## Память

Портрет Р. Бошковича на хорватском динаре достоинством 100 000 HRD

- В честь Руджера Бошковича назван кратер на Луне.
- Портрет Бошковича изображён на хорватском динаре.
- С 1995 года его изображение помещено на Орден Хорватской звезды, которым награждают научных работников.
- Его имя носит Институт Руджера Бошковича в Загребе.
- Ему воздвигнут памятник в одном из парков Милана
- Памятник Руджеру Бошковичу находится в Боснии и Герцеговине в городе Rovno. Памятник представляет собой сидящего учёного, в руках которого солцне, а вокруг него на нисходящих ступенях располагаются планеты солнечной системы.